# Alle (rivière)
Pour les articles homonymes, voir Alle.
L'Alle (allemand), Alna (en vieux prussien), Łyna (polonais), ou Лава (Lava) (russe) est une rivière au nord-est de l'actuelle Pologne baignant aussi l'oblast de Kaliningrad en Russie. 

## Géographie
C'est un affluent du fleuve Pregolia (qui se jette dans la mer Baltique). Elle a une longueur totale de 264 km (190 km en Pologne - la 11e rivière polonaise en longueur - et 74 km en Russie). Elle couvre une aire de 7 126 km2  dont 5 719 km2 en Pologne.
Elle fut un élément important de la victoire napoléonienne de la Bataille de Friedland.

## Villes sur l'Alle / Łyna / Lava
- Olsztyn
- Dobre Miasto
- Lidzbark Warmiński
- Bartoszyce
- Sępopol
- Pravdinsk